# Ищу человека
«Ищу человека» — советский художественный фильм режиссёра Михаила Богина, снятый по книге Агнии Барто «Найти человека» на Киностудии имени М. Горького в 1973 году. Премьера фильма состоялась 24 декабря 1973 года.
Дебют в кино Лии Ахеджаковой. В титрах оригинальной ленты в качестве режиссёра указана Зоя Курдюмова.

## Сюжет
Действие фильма происходит в 1970-е годы в Ленинграде, Москве, Клину, Узбекистане. Фильм рассказывает о людях, которые были разлучены с близкими во время Великой Отечественной войны и через много лет пытаются их найти. Показаны рабочие будни радиоведущего Ивана Григорьевича (Олег Жаков), который занят всесоюзным поиском людей. Иван Григорьевич полностью потерял свою семью в 1942 году. Он вышел на пенсию и работает на радио на общественных началах.
Среди нескольких историй поиска, о которых рассказывает фильм, есть как завершившиеся успехом, так и неудачные. Зачастую всё, что доступно для поиска близких — это только детские воспоминания.
Валентина Рудакова (Римма Мануковская) — одна из героинь, которая потеряла свою дочку Аллу. Она не представляет, где она может находиться, но мечтает найти её. История Валентины проходит сквозь фильм сквозной сюжетной нитью. Она встречается с несколькими женщинами, которые предположительно могут оказаться её ребёнком. Валентина, несмотря на несколько неудачных попыток и предложение Ивана Григорьевича прекратить поиски, не сдаётся. В итоге Валентина решает остаться с Аллой Кузнецовой (Лия Ахеджакова), хотя понимает, что это не её дочь.

## В ролях
- Олег Жаков — Иван Григорьевич
- Римма Мануковская — Валентина Дмитриевна Рудакова
- Элеонора Александрова — Нина Лыкова
- Людмила Антонюк — мать Нины
- Геннадий Ялович — брат Нины
- Алла Мещерякова — Маша
- Наталья Гундарева — Клава
- Олег Балакин — Николай
- Наталья Журавель — Алла
- Антонина Богданова — мать Гали
- Алексей Чернов — отец Гали
- Полина Куманченко — Марина Иваненко
- Елизавета Уварова — Платонова
- Тамара Дегтярёва — Тоня
- Агния Еликоева — Вика
- Лия Ахеджакова — Алла Кузнецова
- Маргарита Лифанова — Тамара Андреевна
- Игорь Добряков — Леонид
- Аркадий Трусов — Тимофеич
- Галина Морачева — Бурлакова
- Герман Журавлёв — Валерий
- Людмила Крячун — Галя

## Съёмки
Сцена, в которой Алла Кузнецова (Лия Ахеджакова) рассказывает свою историю Валентине Рудаковой (Римма Мануковская), снята в чёрно-белом цвете, потому что является вырезкой из скрин-теста Ахеджаковой. Михаил Богин был настолько впечатлён игрой Ахеджаковой во время кинопробы, что посчитал, что она не сможет так же хорошо отыграть эту сцену уже во время съёмочного процесса.

## Награды
- 1973 — Международный кинофестиваль в Локарно, приз за актёрский дебют Лии Ахеджаковой[2].
- 1973 — Большой приз в категории художественных фильмов Международного фестиваля кинофильмов на темы здравоохранения и Красного Креста[болг.] в Варне[3].